# Tomas Markegård
Tomas Markegård (16 febbraio 1995) è un allenatore di sci alpino ed ex sciatore alpino norvegese.

## Biografia
Attivo in gare FIS dal novembre del 2010, in Coppa Europa Markegård ha esordito l'8 gennaio 2015 a Wengen in discesa libera (71º), ha colto l'unico podio l'11 gennaio 2018 a Saalbach-Hinterglemm nella medesima specialità (3º) e ha preso per l'ultima volta il via il 15 marzo 2019 a Sella Nevea sempre in discesa libera, senza completare quella che sarebbe rimasta la sua ultima gara in carriera. Non ha debuttato in Coppa del Mondo né preso parte a rassegne olimpiche o iridate; dopo il ritiro è divenuto allenatore nei quadri della Federazione sciistica della Norvegia.

## Palmarès

### Coppa Europa
- Miglior piazzamento in classifica generale: 60º nel 2017
- 1 podio:
  - 1 terzo posto

### Campionati norvegesi
- 2 medaglie:
  - 2 bronzi (discesa libera, supergigante nel 2017)